# Ферид Авдић
Ферид Авдић (Сарајево, 13. јун 1960) је југословенски и босанскохерцеговачки певач и интерпретатор народне музике и севдалинки.

## Приватни живот
Ферид Авдић је рођен 13. јуна 1960. године у Сарајеву. Његов отац је био пореклом из Билеће, а мајка из Гацка. Навика му је била да после наступа преспава код куће и да се сутрадан поново врати на концерт. Разлог за то је што није желео да његова породица трпи због посла. Признаје да му је увек било драже да проводи време са супругом и децом, да оде на пијацу и поразговара са трговцима и познаницима, него да новац троши на скупе аутомобиле или некретнине. Током 2017. године певач је сазнао да болује од рака дебелог црева. Захвалио се колегама који су за њега крајем јуна 2018. године организовали хуманитарни концерт чији прилог је био намењен његовом лечењу. Позитивно у свету томе је што је карцином откривен на време, те су и шансе за потпуно излечење биле веће. После терапије је потпуно променио начин исхране и увео редовне физичке активности. Здравији начин живота довео је до тога да се много боље осећа, те да поново почне да наступа.

## Каријера
Ферид Авдић је почео да пева у сарајевским ресторанима и кафанама 1979. године, а прву сингл плочу је снимио две године касније. У једном интервјуу је испричао како је почео професионално да се бави музиком. Наиме, као младић је шетао Илиџом и пролазио поред ресторана Топола где је свирао оркестар Ибре Мангафића. Замолио је шефа оркестра да отпева једну песму. На срећу, Ибро му је дозволио те су присутни могли да чују његову интерпретацију нумере „Лијепи дани мог дјетињства”. Публика је била одушевљена, баш као и Магнафић који му је одмах понудио уговор. Био је то почетак његове каријере, али певач каже да је на време схватио да мора много да ради на себи како би опстао у том свету. Ишао је на часове певања код композитора, продуцента и аранжера Јозе Пенаве од кога је, каже, много научио. Занимљиво је то да на албуму „Монопол” из 2013. године сарађивала скоро цела породица Авдић. На Илиџански фестивал је наступао 2017. године са песмом „Када Босном бехар пробехара”. Премда је и сам био свестан да нумера заслужује неку од награда, то се није десило. Једном приликом је признао да су се организатори потрудили око свега, али да је он био дискриминисан на том фестивалу. Ферид Авдић је један од најуспешнијих извођача народне музике и интерпретатора севдалинки своје генерације. Хусеин Куртагић га је уврстио међу креаторе новог таласа који се тада звао фолк, а данас је израз за народну песму. У својој каријери је остварио милионске тираже, те имао прилику да наступа широм Европе, где је и данас радо виђен гост.

## Фестивали
- 1983. Илиџа — Љепотице са Башчаршије, награда за најбољег дебитанта
- 1985. МЕСАМ — Изађи мала
- 1986. Вогошћа, Сарајево — То је она
- 1986. Посело године 202 — Изађи мала
- 1988. Вогошћа, Сарајево — Зашто си отишла
- 1990. Вогошћа, Сарајево — Срећа је варљива
- 1996. Лукавац — Ђулизара, Есед бага кћи
- 1998. Лукавац — Кад сокаком прођем
- 2008. Илиџа — Сто љубави
- 2008. Илиџа — Љепотице са Башчаршије (Вече легенди фестивала)
- 2011. Фестивал народне музике, Бихаћ — Није важно ко је он
- 2011. Севдах фест, Бихаћ — Пут путује Латиф-ага
- 2011. Фестивал завичајне народне музике, Велика Кладуша — Пожељела хармоника
- 2013. Фестивал севдалинке ТК — У Мостару мајко
- 2014. Севдах фест, Бихаћ — Заплакало небо
- 2016. Лира, Београд — Учини један корак
- 2017. Илиџа — Када Босном бехар пробехара
- 2018. Илиџа — Твоје очи плаве, гост ревијалне вечери фестивала
- 2020. Илиџа — Дијана, љубави, гост ревијалне вечери фестивала
- 2020. Сабор народне музике Србије, Београд — Да те није кафано
- 2022. Фестивал народне музике, Бихаћ — Мили сине мој
- 2022. Севдах фест, Бихаћ — Да те није кафано
- 2023. Илиџа — Друштво старо
- 2023. Илиџа — Дијана, љубави, гост ревијалне вечери фестивала
- 2023. Фестивал севдалинке, Тузла - Као што је Босна моја / Кад сретнеш Ханку, гост ревијалне вечери фестивала
- 2024. Илиџа — Хајро, Хајрија, цуро најмилија, гост ревијалне вечери фестивала

## Дискографија

### Албуми
- Ферид Авдић (1982)
- Ти си та (1983) (уз ансамбл Драгана Стојковића)
- Свиђаш ми се (1984)
- Изађи мала (1985)
- Дај ми, дај ми (1986)
- Нема даље (1987)
- Навика си моја била (1988)
- Гријешио сам према теби (1989)
- Моја вјера љубо (1990)
- Све због тебе (1996)
- Знај да те волим (2007)
- Босно моја лијепих планина (2008)
- Монопол (2013)

### Синглови и ЕП-ови
- Жалићемо обадвоје (1981) (са оркестром Ибре Мангафића)
- Твоје очи плаве (1982) (шеснаест љета)

### Компилације
- Колекција хитова 1 (2012)
- Колекција хитова 2 (2013)